# الحملة الهولندية إلى فالديفيا
الحملة الهولندية إلى فالديفيا
كانت الحملة الهولندية إلى فالديفيا رحلة بحرية، بقيادة هندريك بروير، أرسلت من قبل الجمهورية الهولندية في عام 1643 لإنشاء قاعدة عمليات وموقع تجاري على الساحل الجنوبي لتشيلي مع كون إسبانيا والجمهورية الهولندية في حالة حرب، كان الهولنديون يرغبون في الاستيلاء على أنقاض مدينة فالديفيا الأسبانيه المهجورة. وأبعدت البعثة الاستيطانية الإسبانية كاريلامابو وكاسترو في أرخبيل شيلوي قبل الإبحار إلى فالديفيا. وصل الهولنديون إلى فالديفيا في 24 أغسطس 1643 وسميوا مستعمرة برويرشافين بعد بروير، الذي توفي قبل عدة أسابيع. تم التخلي عن المستعمرة قصيرة العمر في 28 أكتوبر 1643. ومع ذلك، تسبب الاحتلال ناقوس الخطر بين السلطات الإسبانية.ثم قام الأسباني بإعادة توطين فالديفيا وبدأ في بناء شبكة واسعة من التحصينات في عام 1645 لمنع أي تدخلات مماثلة. على الرغم من أن المعاصرين كانوا يعتبرون إمكانية حدوث توغل جديد، إلا أن الحملة كانت الأخيرة التي قام بها الهولنديون على الساحل الغربي للأمريكتين.

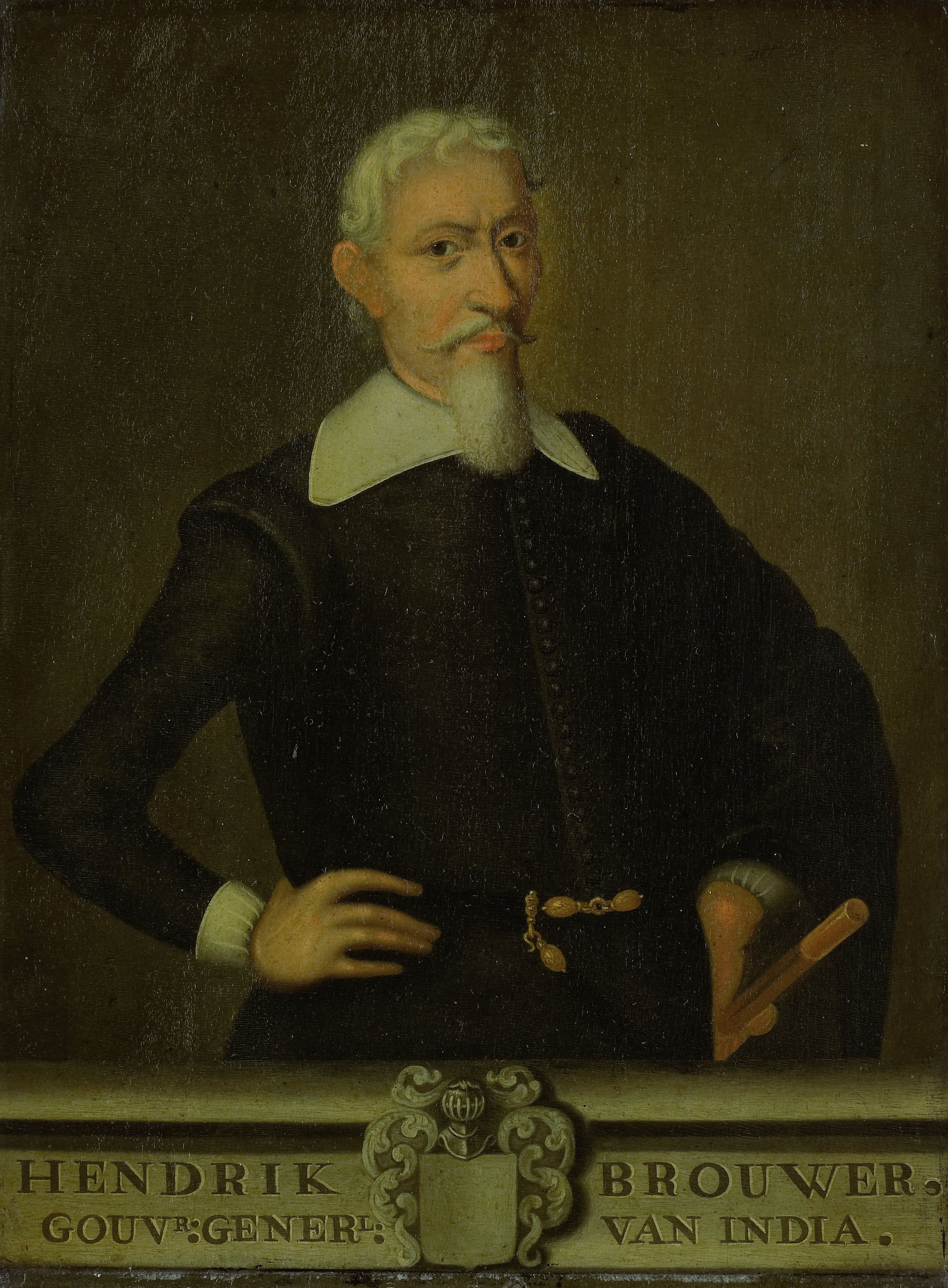
قام هندريك بروير بتنظيم وقيادة الحملة حتى وفاته في شيلوي

## خلفية
في عام 1598 تطورت انتفاضة عامة بين شعب مابوتشي وهويليش في جنوب تشيلي. وفي 23 ديسمبر / كانون الأول، نصبوا كمينا وحطموا طابورًا إسبانيًا في معركة كورالابا. فكانت حرب أراوكو اللاحقة أكثر من 250 عامًا ولكن تأثيرها المباشر كان ما يسمى بـ «تدمير المدن السبعة»: فقد تم تدمير المدن الأسبانية مثل أنغول ولا إمبيريال وأوزورنو وسانتا كروز دي أونيز وفالديفيا وفيلاريكا كانتا مدمره أو مهجورة. فقط
شيلان وكونثبثيون قاوموا حصار موباتشي وهاجموها. وباستثناء أرخبيل شيلوي، أصبحت جميع الأراضي الشيلية جنوب نهر بيو بايو خالية من الحكم الإسباني. وتحولت المدينة المهجورة فالديفيا إلى موقع جذاب لأعداء أسبانيا للسيطرة حيث أنها ستسمح لهم بإنشاء قاعدة وسط ممتلكات تشيلي الأسبانية.
و في عام 1600 انضمت هيليشيس المحلية إلى القراصنة الهولنديين بالتازار دي كوردس في مهاجمة المستوطنة الإسبانية كاسترو في شيلوي بينما كان هذا هجومًا انتهازيًا. اعتقد الإسبان أن الهولنديين قد يحاولون التحالف مع مابوش وإنشاء معقل لهم في جنوب تشيلي. وقد كان الإسبان يدركون الخطط الهولندية لإنشاء أنفسهم على أنقاض فالديفيا وحاولوا إعادة تأسيس الحكم الإسباني هناك قبل وصول الهولنديين. وقد أحبطت هذه الجهود في الثلاثينيات من القرن الماضي بسبب استحالة إنشاء طريق برا من خلال أراضي معاباة مابوش. ظلت أنقاض فالديفيا على رأس مرفأها الطبيعي الرائع، هدفا مغريا لأعداء أسبانيا.

## الحملة
وفي عام 1642 انضمت شركة الهند الشرقية الهولندية إلى شركة جزر الهند الغربية الهولندية في تنظيم رحلة استكشافية تحت قيادة هندريك بروير إلى تشيلي لإنشاء قاعدة تجارية في فالديفيا، التي تم التخلي عنها منذ فترة طويلة. وكانت الحملة صغيرة بالمقارنة مع القوات الهولندية التي استولت على الكثير من البرازيل البرتغالية، ولكن كان من المتوقع أن يتم دعمها من قبل اتحاد مابوتشي-هويليش المناهض لإسبانيا بشدة عندما وصلت إلى تشيلي. تم إصدار الحملة توجيهات رسمية لالتقاط مناجم الذهب والتقاط فالديفيا وإقامة تحالفات مع السكان الأصليين والمابوش وهيوليتشيوس واستكشاف جزيرة سانتا ماريا. باستثناء براور وغيره من القادة، لم تكن الأهداف الحقيقية معروفة للمشاركين في الحملة؛ قادوا إلى الاعتقاد بأنها كانت رحلة مضايقة وتجارة
غادر بروير مع أسطول صغير من عدد غير معروف من السفن هولندا في 6 نوفمبر 1642 مع 250 رجلاً. أطلق الأسطول على موريسيتستاد (ريسيفي الحديثة) في البرازيل الهولندية حيث قام جون موريس من ناساو بإعادة تزويده وقدم 350 رجلاً إضافياً. بينما كانت الحملة تستهدف خطوط العرض الجنوبية الباردة، تم تقنين الملابس الصوفية بين الطاقم والركاب. وقد انفصلت سفينة الإمداد أورانج تري بالقرب من كيب هورن، لكنها تمكنت من العودة إلى ريسيفي بسارية مكسورة. وأدت خسارة هذه السفينة إلى إعاقة إمدادات البعثة.وفيما
يتعلق بجولة كيب هورن، أثبتت البعثة أن جزيرة ستاتن لم تكن جزءاً من أرض جنوب الأرض الافتراضية، حيث أبحرت شرق الجزيرة وجنوبها.

## تشيلوي
في مايو 1643 وصلت الحملة إلى أرخبيل شيلووي. وشاهد الاسبان في مستوطنة كارلمابو المحصنة الصغيرة الهولنديين في 20 مايو وارسلوا سلاح المشاة والفرسان لمنعهم من الهبوط. في مواجهة هذا التهديد، اضطر الهولنديون إلى الهبوط بعيداً عن كاريلمابو في بونتا دي لا أرينا مع قوة من 200 من الفرسان وقربينة الهولندي المتقدم على كاريلمابو، بدء حرائق الغابات لمسح طريقهم. قام الأسبان بتفريغ حصن كاريلمابو وإخفاء نساءهم وأطفالهم في الغابات. وبعد أن فتحت القوات الهولندية النيران على القوات الإسبانية تراجعت على عجل في الغابة. دخل الهولنديون حصن كاريلمابو، واستولوا على الكثير من المعدات والإمدادات والخيول. وهجمة مضادة من قبل الأسبان انتهت بالفشل وموت حاكم تشيللو الاسباني، أندريه هيريرا. تم اقالة كاريلمابو فيما بعد وتخربت كنيستها الكاثوليكية. أعطى نهب كارلمابو الهولنديين الفرصة لتجديد مواردهم الغذائية المستنفدة، لكنهم كشفوا عن وجودهم للأسبانية. ومع ذلك، علم الهولنديون في كاريلمابو أن وصولهم كان متوقعًا عندما استعادوا رسالة مرسلة إلى مقيم المستوطنة من بيدرو دو توليدو، نائب الملك في بيرو، محذرين من حملة هولندية وأمر باستخدام إستراتيجية الأرض المحروقة ضدهم. استولى الهولنديون على الإسبان الذي قادهم فيما بعد إلى المستوطنة الإسبانية كاسترو وأماكن أخرى في الأرخبيل.
خلف فرناندو دي ألفارادو أندريس هيريرا كقائد عسكري للإسبانية في شيلووي. عند سماع التقدم الهولندي على كاسترو، أزال الإسبان أسقف المنازل المصنوعة من القش وسقف الخشب الخشبي للكنيسة لجعلها عديمة الفائدة كملاجئ وأكثر صعوبة في الحرق. كما في كاريلمابو، أقال الهولنديون المستوطنة وخربوا كنيستهم. وفقا للأخبار الإسبانية المعاصرة دييجو دي روزاليس، قام الهولنديون بإهانة السجناء باللغات الإسبانية واللاتينية والبرتغالية، وأطلق عليهم الجبناء، وشجعهم على الكشف عن مكان وجودهم. في يوليو، عادت البعثة إلى كارلمابو حيث وافق 470 مابوتشي-هويليش على الانضمام إلى البعثة إلى فالديفيا. الرحلة التي قضاها من مايو إلى منتصف أغسطس، فصل الشتاء في نصف الكرة الجنوبي حتى يستريح ويعيد تنظيم وإصلاح السفن والمعدات. كما جمعت معلومات استخبارية عن أرخبيل شيلوي. وفي 7 أغسطس، توفي براور في
بويرتو إنغلز. كان موريس من ناسو قد توقع أن هذا قد يحدث وقدمت الحملة برسالة مختومة تفتح في هذا الاحتمال. ونقل الخطاب إلى نائب الجنرال إلياس هيركمانس، الذي كان حتى ذلك الحين مسؤولاً عن السفينة فليسينغين؛ كان سابقا حاكم بارايبا

موقع فالدلفيا و كاريلمبو و جزيرة ستاتن ضمن الحدود الحديثة لشيلي والأرجنتين

## فالديفيا
تبحر الرحلة الاستكشافيه إلى فالديفيا في 21 أغسطس وتصل إلى وجهتها في غضون ثلاثة أيام. وصل هيركمان إلى مصب نهر فالديفيا في خليج كورال في 24 أغسطس. من هناك واجه الهولنديون صعوبات في إبحار نهر فالديفيا إلى موقع فالديفيا لأنهم كانوا يفتقرون إلى تجربة الإبحار على الأنهار. تم الوصول إلى أنقاض فالديفيا في نفس اليوم. في فالديفيا أنشأ الهولنديون مستوطنة جديدة، فقام هيركمان بتسمية براورشافين بعد براور الذي دفن فيها. وبحلول سبتمبر / أيلول، أقام الهولنديون علاقة ودية مع مانكيبيلان، وهو زعيم قبلي محلي. أُرسلت سفينة تحت قيادة النقيب إلبرت كريسبينسن إلى هولندا الهولندية في 25 سبتمبر للإبلاغ عن التطور الإيجابي للمستعمرة وطلب إمدادات إضافية. في فالديفيا، بدأ الهولنديون بناء قلعة. بدأ مابوتشيون في إدراك أن الهولنديين ليس لديهم خطط للرحيل وأن بحثهم عن الذهب سبب شكوكهم، الأمر الذي دفع السكان المحليين إلى وقف شحناتهم من المواد الغذائية. وقدم رئيس مابوتشي مانكوينتي، من ماريكينا، الإغاثة إلى الجائعين الهولنديين في شكل مواشي. كان هذا الانتعاش مؤقتًا فقط لأن مانكوينتي ربما اعتبرته هدية وداع. فشل الهولنديون في العثور على مناجم الذهب المرتقبة. في ضوء هذه المشاكل في 15 أكتوبر، اتخذوا قرارًا بالتراجع إلى جزيرة مانسيرا، وبالتالي تركوا فالديفيا. وقبل مغادرته، اتصل هيركمانز بمانكيانتي ليعلمه أن الهولنديين يعتزمون العودة مع ألف من العبيد الأفارقة لرعاية التعدين والزراعة من أجل ترك السكان الأصليين خالين من العمل القسري. وهذا الوعد لم يتحقق أبدا.

## العودة إلى البرازيل
غادرت البعثة في النهاية شيلي في 28 أكتوبر ووصلت ريسيفي في 28 ديسمبر. في البرازيل كانت التعزيزات والأحكام التي طلبها كريسبيجينسن جاهزة للإبحار إلى فالديفيا وجون موريس من ناسو شعروا بخيبة أمل عندما علموا أن المستعمرة قد تم تفكيكها. اندلع تمرد بيرنامبوكان في البرازيل الهولندية في عام 1645،
واستعاد معظم الأراضي الهولندية وضرب الكثير من القادة الهولنديين المحليين. مع عدم وجود موارد لتجنيبهم، كانت المطالب الهولندية في تشيلي في نهايتها.

## الرد الاسباني

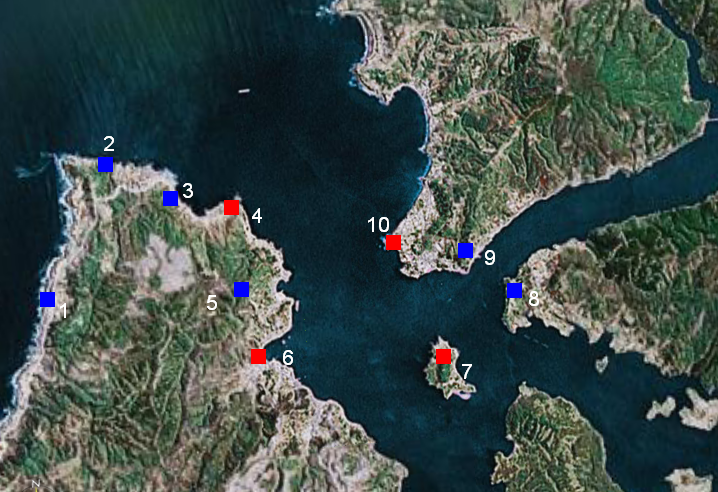
خريطة لخليج كورال ، توضح موقع الدفاعات الساحلية المكتملة. تم وضع علامة على الحصون الأربعة الكبيرة باللون الأحمر.

وبعد أن أخبره مانكوينت أن الهولنديين يعتزمون العودة، أمر بيدرو دي توليدو 2000 رجل بالسير فوق الأرض من وسط شيلي عام 1644 لإعادة توطين فالديفيا وتحصينها. لم تصل هذه القوات إلى فالديفيا، ربما بسبب مقاومة مابوتشي. كما أرسل دي توليدو عشرين سفينة و 1000 رجل من إل كالاو في بيرو. كان الأسطول الكبير، الذي اكتسب سفينتين أخريين في تشيلي، غير مسبوق في المنطقة وأذهل المراقبين المعاصرين. ووصلت إلى فالديفيا دون وقوع حادث وأنزلت الجنود بمعداتهم وإمداداتهم. قام الاسباني بإحراق وحرق جثة برووير. بدأ جنود الحامية الجديدة والحرفيين المنتسبين معهم ببناء نظام من التحصينات الدفاعية. ستصبح هذه هي نظام فالديفيان فورت، وهو أهم مجمع دفاعي من ساحل جنوب المحيط الهادئ الأمريكي. إنه مثال استثنائي على مدرسة التحصين الأمريكية الإسبانية. وأصبح بناء التحصينات وصيانتها عبئا ثقيلا على التمويل الاستعماري الإسباني، ولكن هذا كان ضروريًا من أجل الدفاع عن النهج الجنوبية لبيرو، وهي المصدر الرئيسي للثروة للتاج الإسباني المستعمرة التي شكلت إلى جانب المكسيك .

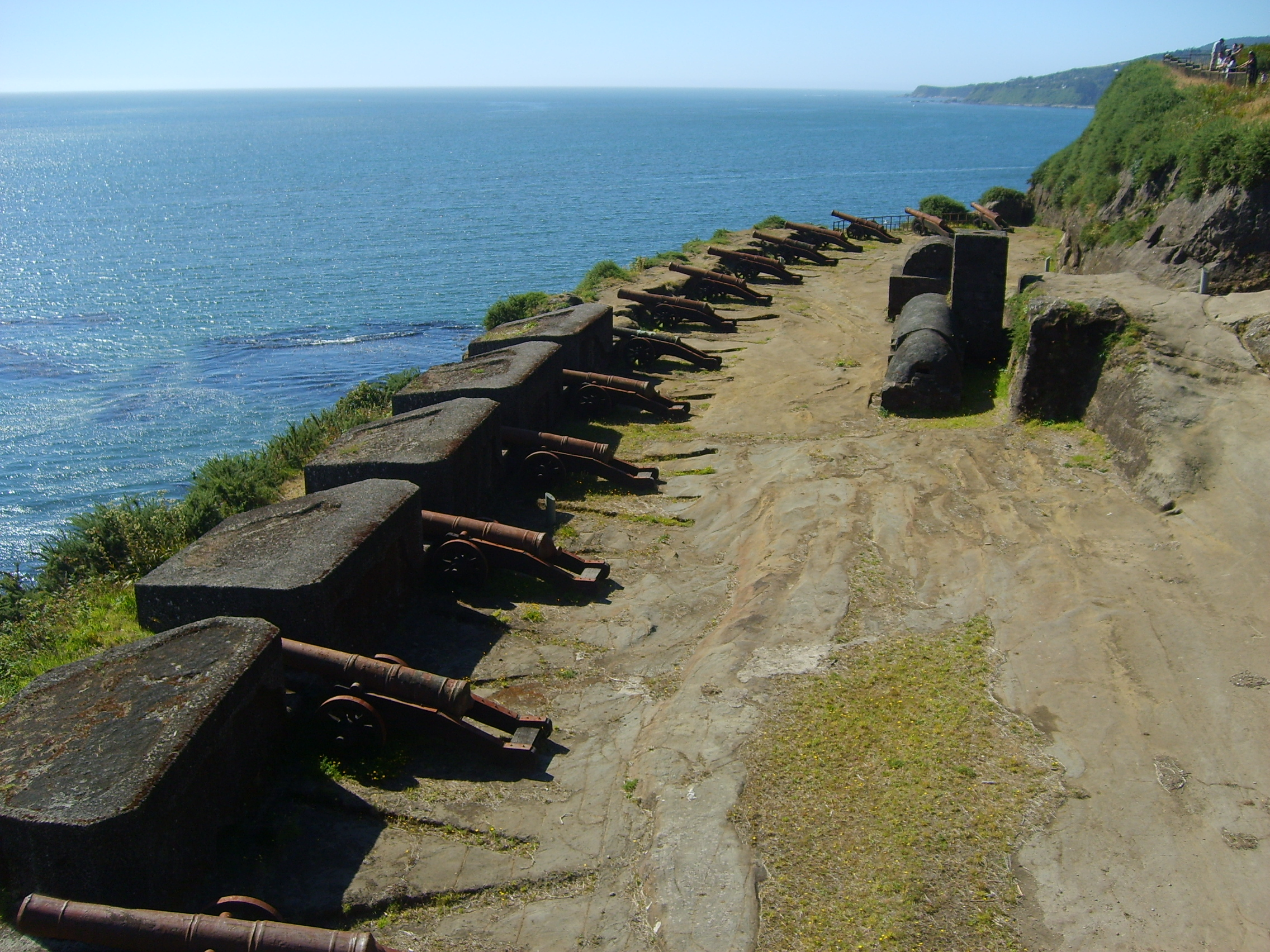
منظر لقلعة نيبلا ، واحدة من القلاع العديدة التي أسسها الإسبان حول كورال باي بعد الاحتلال الهولندي للفالديفيا.